# Foie gras

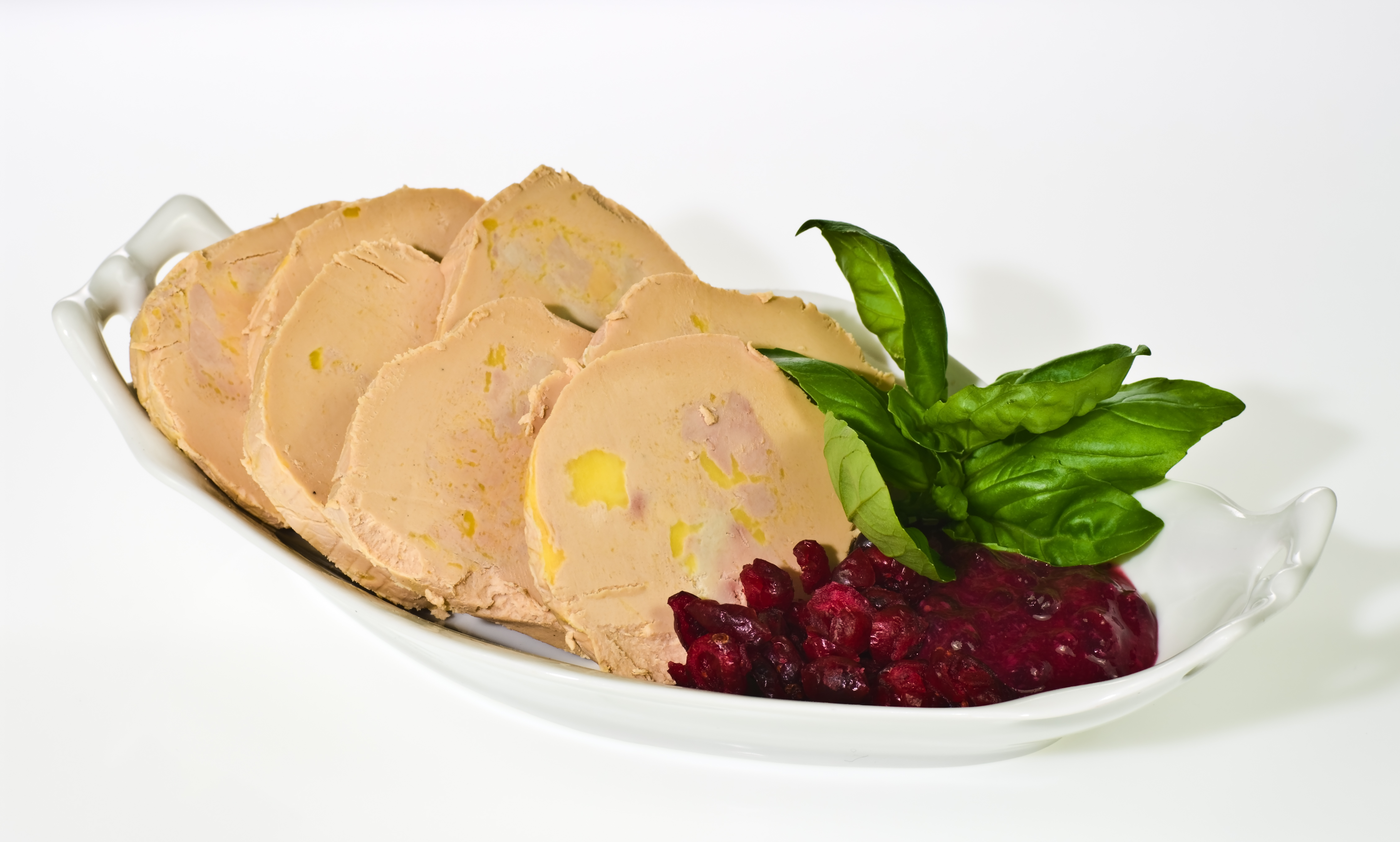
Foie gras klaar om te serveren

Foie gras (Frans voor vette lever) is een product dat gemaakt wordt van de lever van ganzen of eenden. Hiervan worden onder meer ganzenleverpaté en ganzenleverterrine gemaakt, dat door sommige mensen wordt gegeten als delicatesse.

## Geschiedenis
De bereiding van ganzenlever steunt op een millenia-oude traditie. De oude Egyptenaren observeerden dat eenden en ganzen zich langs de Nijl, als voorbereiding op de vogeltrek, volpropten met voedsel om voldoende energie te hebben en ze waren verrast door de smaak van de vette levers van deze ganzen. In het Louvre wordt een beeld van een vetgemeste gans tentoongesteld van meer dan 4500 jaar oud.
Ook de Grieken en de Romeinen produceerden foie gras. Herodotus en Homerus beschrijven het vetmesten en Horatius verwijst ernaar in zijn Satiren. Olivier de Serres beschreef het vetmesten van ganzen in Gascogne reeds in 1619. Na de introductie van maïs in de achttiende eeuw ontwikkelde de productie van foie gras zich verder in het Zuid-Westen van Frankrijk (de gastronomie van Gascogne). De uitvinding van conservering door sterilisatie (wecken) door Nicolas Appert (1749 - 1841) zorgde ervoor dat foie gras wereldwijd verspreid kon worden. In Frankrijk behoort foie gras sinds 2006 tot het beschermd cultureel en gastronomisch erfgoed.

## Vetmesten van de ganzen en eenden
Voor foie gras werd traditioneel een grote Toulousegans gefokt en vetgemest. Tegenwoordig kweekt men echter voornamelijk eenden om financiële redenen. Een eendenlever moet vetgemest worden tot 300 gram, een ganzenlever tot 400 gram. Dat is zes tot tien keer het gewicht van een gezonde lever van een gezond dier. De lever van een niet vetgemeste gans weegt ongeveer 100 gram en is roodbruin van kleur. Ganzenlever van gemeste vogels kan een gewicht bereiken van ruim 1 kg en is zandkleurig tot roze. De meeste ganzenlevers bereiken een gewicht van 600 tot 800 gram. Voor gebruik worden galblaas en galbuis weggesneden door de poelier of kok.

## Bereiding
Foie gras wordt op smaakt gebracht met peper, zout, provençaalse kruiden en sterke drank, typisch cognac, armagnac of port.

## Producenten en afnemers
In 2014 werd jaarlijks zo'n 26 400 ton foie gras geproduceerd, vooral in Frankrijk (19 608 t), Bulgarije (2 600 t), Hongarije (2 590 t) en China (500 t), maar verder ook in Noord-Amerika, Spanje, Oekraïne en België.
In 1995 waren Zwitserland (73 t), België en Luxemburg (64 t), Spanje (43 t), het Verenigd Koninkrijk (37 t), Duitsland (32 t), Japan (27 t) en Nederland (22 t) de grootste afnemers van Franse foie gras.
Sommigen beschouwen de wijze waarop de ganzen en eenden onder dwang worden vetgemest als dierenmishandeling. In een aantal landen is het produceren van foie gras verboden. Het gaat hier voornamelijk om landen waar er nooit een traditie van foie gras productie bestond. In Nederland en een aantal andere landen mogen ganzen gewoon worden gehouden en geteeld, maar is het dwangmatig voeren van ganzen en eenden verboden. Dat is ook het geval in Vlaanderen vanaf 1 januari 2024, maar al op 1 januari 2023 is de enige producent Bekegemse Foie Gras overgestapt op import uit Frankrijk.

## Typen ganzenlever
- Foie gras entier: gemaakt uit één à twee stukken lever. Kan gekookt (cuit) of rauw (frais) zijn
- Foie gras: samengesteld uit meerdere stukken lever
- Mousse de foie gras: emulsie van ganzenlever en ander plantaardig of dierlijk vet
- Pâté de foie gras: bevat minstens 50 % ganzenlever
- Parfait de foie gras: bevat minstens 75 % ganzenlever

## Mestwijze

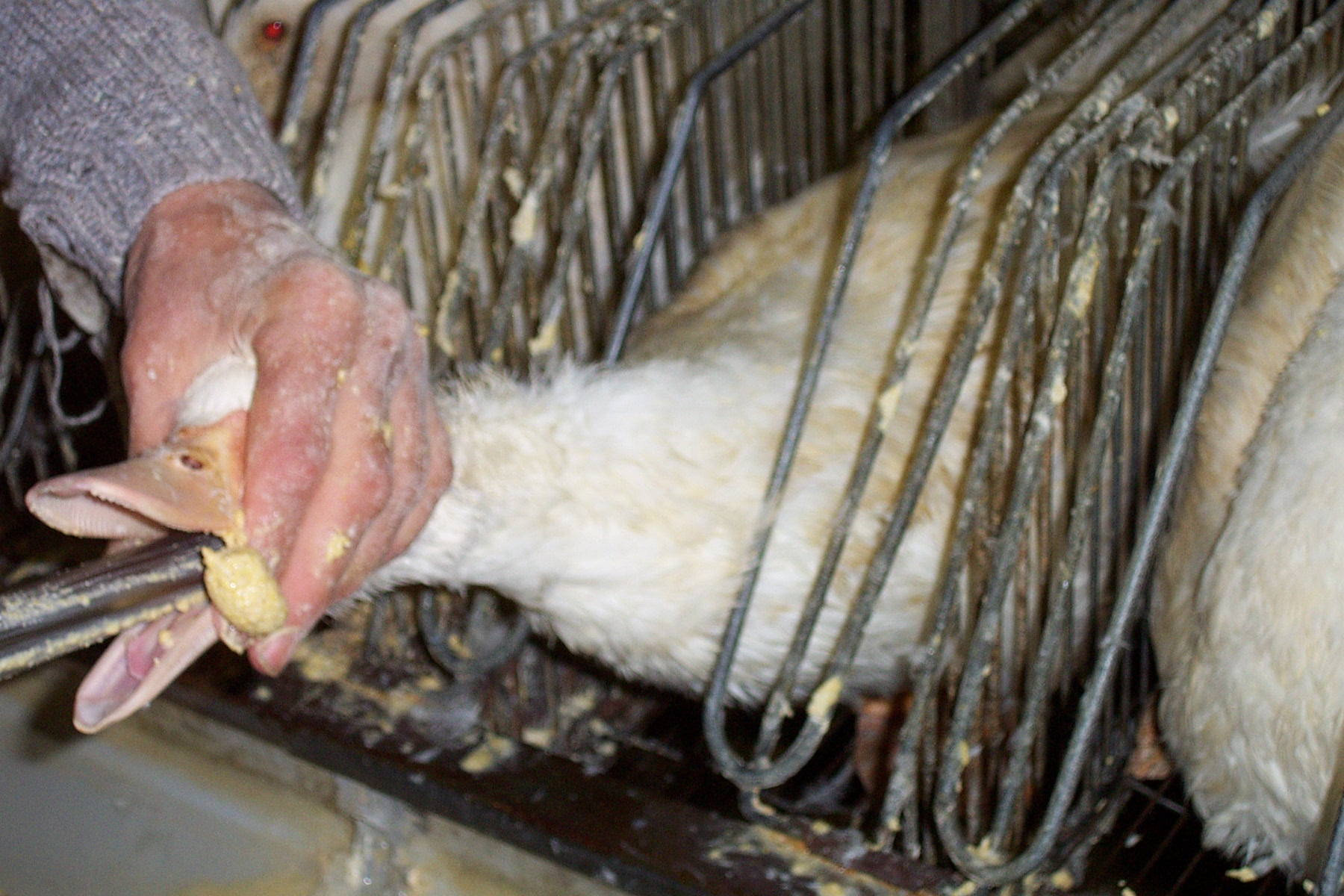
Dwangvoeding van een eend voor foie gras

Bij het mesten, de zogenaamde gavage (in het Nederlands ook stoppen of pillen genoemd), worden ganzen of eenden enkele malen per dag via een 20–30 cm lange trechter mechanisch of pneumatisch gevoerd met hoogcalorisch voer (traditioneel is dat maïspap of deegballetjes, gedrenkt in melk of olijfolie, of met graan en vet). Daarnaast wordt soms het drinkwater gezouten om dorst op te wekken. Op deze wijze kan de lever abnormaal opzwellen.
Het mesten kan ook door middel van een andere methode, namelijk door het inbrengen van een zachtrubberen buis tot in de krop en door een maalsysteem de gekookte maïs toedienen. Die methode is tijdrovend en dus duurder, maar levert een hogere kwaliteit lever.
Doordat eenden makkelijker te houden en sneller vet te mesten zijn, is de (Franse) industrie overgestapt op het mesten van een kruising tussen een Pekingeend en een gans, de Mulard. Ook deze eendenlever kan een gewicht bereiken van meer dan 1 kg.
De Franse term foie gras betekent vette lever en kan dus evengoed op eenden slaan. Een eendenlever is meer uitgesproken van smaak door een reflux van gal tijdens de slacht. Dikwijls wordt eendenlever verkocht als (duurdere) ganzenlever.

### Omstreden praktijken
Dierenrechtenactivisten en kritische consumenten betogen dat deze wijze van mesten onnodig wreed is en ernstig leed veroorzaakt bij de ganzen en eenden, omdat de vogels onder stressvolle en onnatuurlijke omstandigheden leven. Het dierenwelzijnscomité van de Europese Commissie heeft in 1998 uitgebreid verslag gedaan van de welzijnsomstandigheden in de sector.
Medio juli 2009 rapporteerde de Nederlandse minister van Landbouw Natuur en Visserij, Gerda Verburg, dat een importverbod van foie gras onmogelijk is door Europese en mondiale handelsverdragen. Zij toonde zich wel bereid zich in te spannen om dwangvoeding op Europees niveau te verbieden.
Een aantal restaurants, waaronder Hotel Krasnapolsky en Vermeer in Amsterdam en de landelijke keten Van der Valk, haalde eind 2009 eenden- en ganzenlever van het menu. Dit gebeurde na een door Wakker Dier voorbereide uitzending van TROS Radar. Van der Valk-woordvoerder Six van Leeuwen ontkende dat de restaurantketen zich onder druk heeft laat zetten, maar al eerder had besloten dat foie gras niet past bij de filosofie van het bedrijf.
Er is één producent ter wereld die ganzen- en eendenlevers produceert zonder dwangvoeding. Het Duitse Foie Royale wiens producten worden geproduceerd door middel van een gepatenteerde en gecertificeerde productiemethode in samenwerking met het Duits Instituut voor Levensmiddelentechnologie. De eenden- en ganzenlevers van Foie Royale worden gebruikt door verschillende chefs met een of meerdere Michelinster(ren).
De pressiegroep GAIA ('Global Action in the Interest of Animals') zet zich in voor het tegengaan van consumptie en productie van foie gras. Zij hebben hiervoor een plantaardig alternatief, faux gras, op de markt gebracht.

## Wetgeving

Belangrijkste landen en regio's waar foie gras geproduceerd wordt
Landen en regio's waar productie van foie gras verboden is

In 2016 werd foie gras in vijf Europese landen geproduceerd: België, Bulgarije, Frankrijk, Hongarije en Spanje.
De productie van foie gras is verboden in Denemarken, Duitsland, Finland, Italië, Kroatië, Luxemburg, Noorwegen, de meeste provincies van Oostenrijk, Polen en Tsjechië. In Nederland, Turkije, het Verenigd Koninkrijk, Zweden en Zwitserland is het produceren van foie gras wettelijk niet verboden, maar bestaande wetgeving kan als zodanig worden geïnterpreteerd vanwege het verbod op dwangvoeding. Door het vrije verkeer van goederen binnen de Europese Unie kunnen de producerende landen foie gras exporteren naar landen waar de productie verboden is en waar deze ook legaal mogen worden verkocht en geconsumeerd. Het Franse parlement en de Franse senaat hebben in 2005 in meerderheid gestemd voor het wettelijk beschermen van foie gras als Frans cultureel erfgoed zodat het moeilijk wordt om een Europees verbod op foie gras-productie in te voeren.

## Galerij

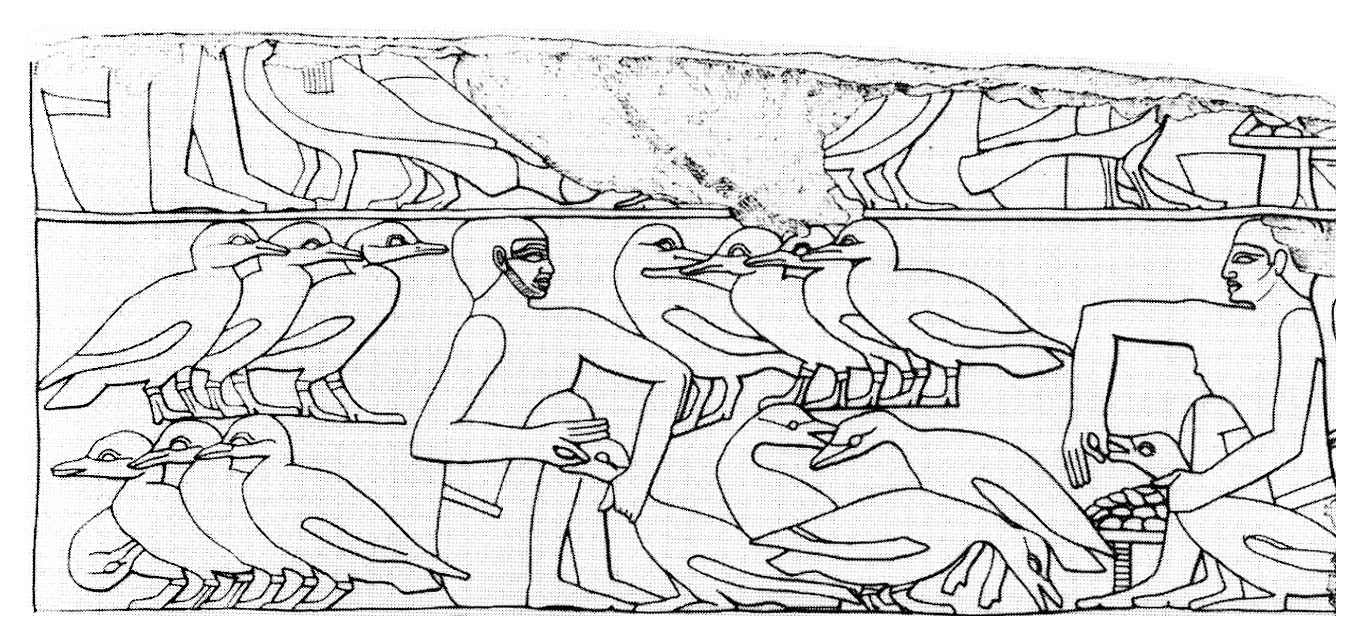
Het stoppen van ganzen zoals beoefend door de oude Egyptenaren
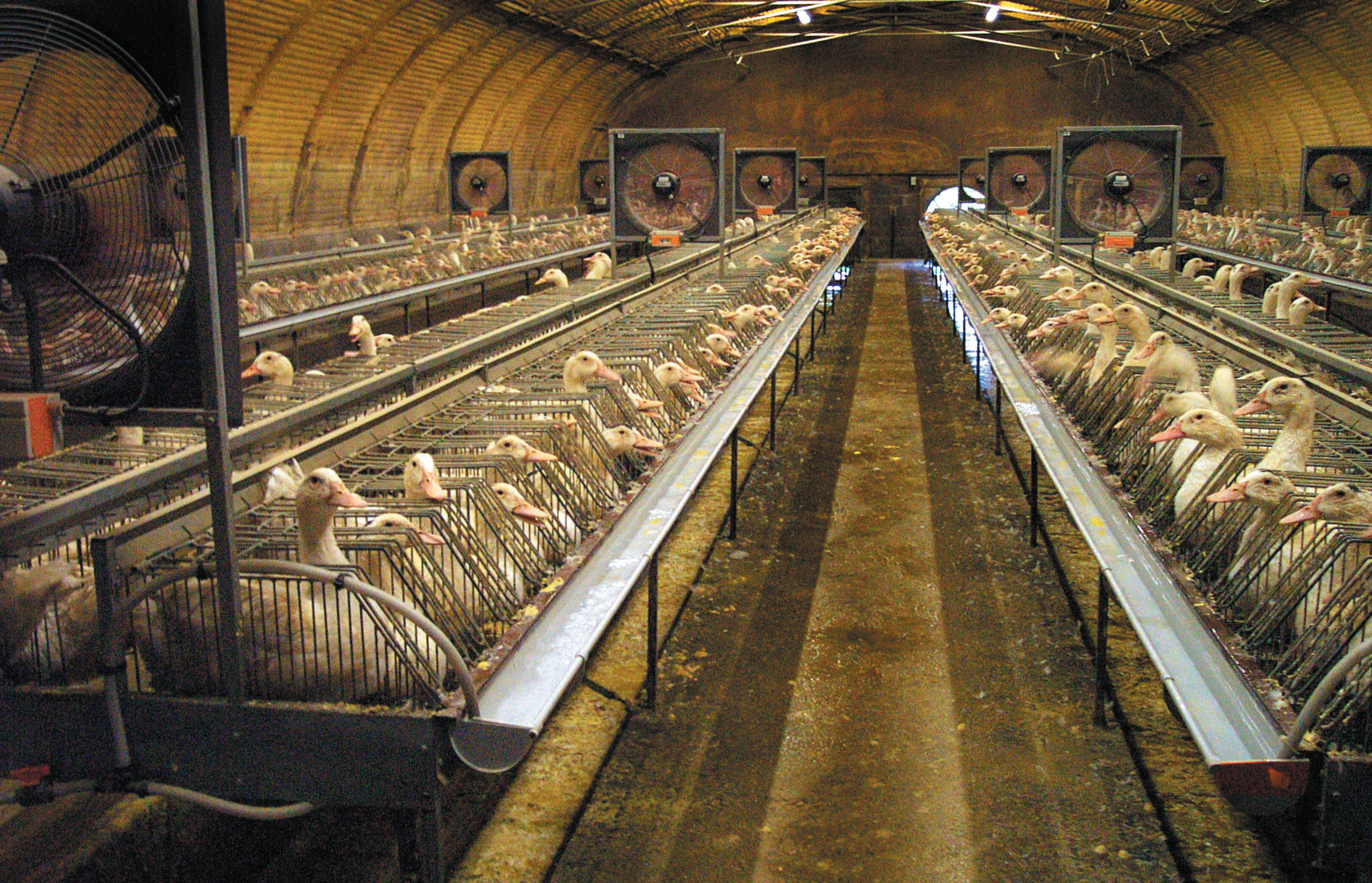
Ganzenmesterij met boerenganzen in Frankrijk